# Geodetický bod

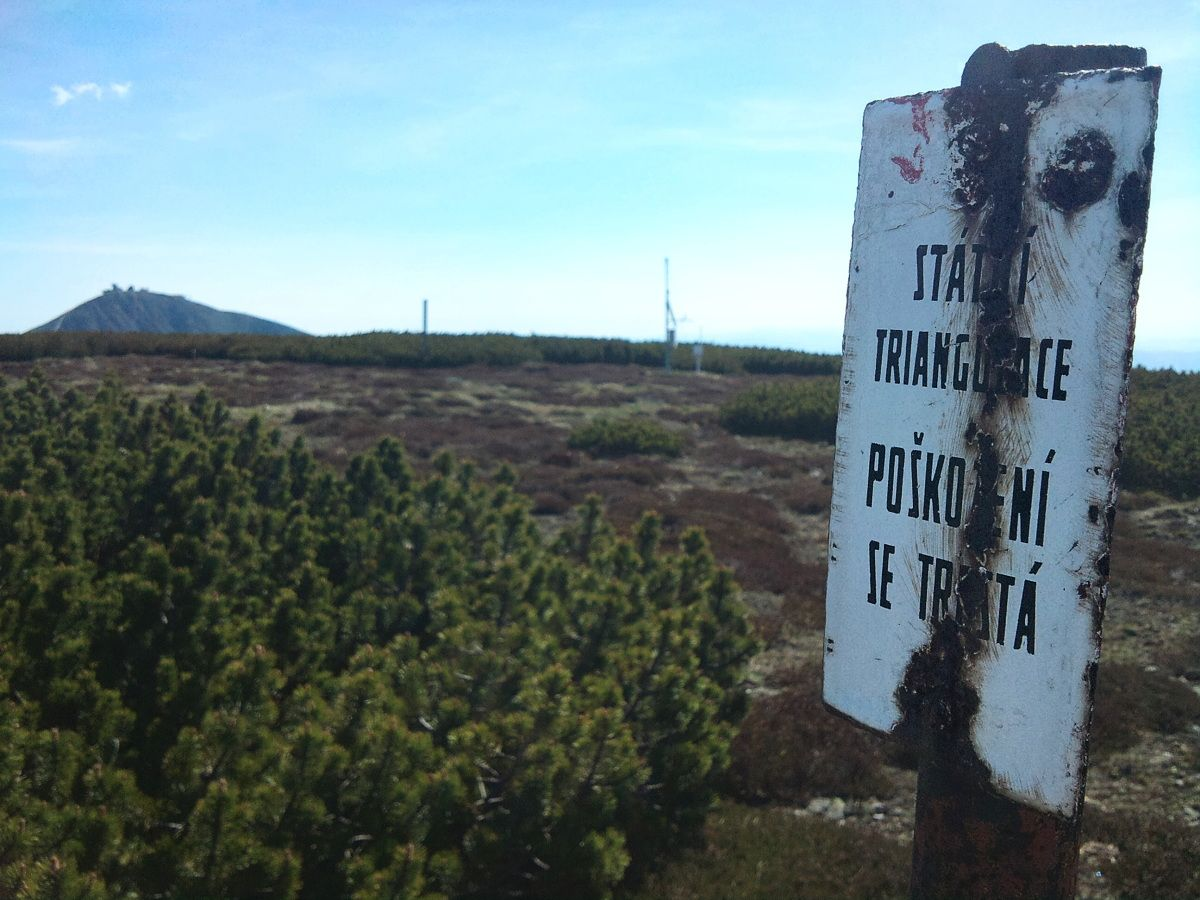
Geodetický bod na Studniční hoře v Krkonoších

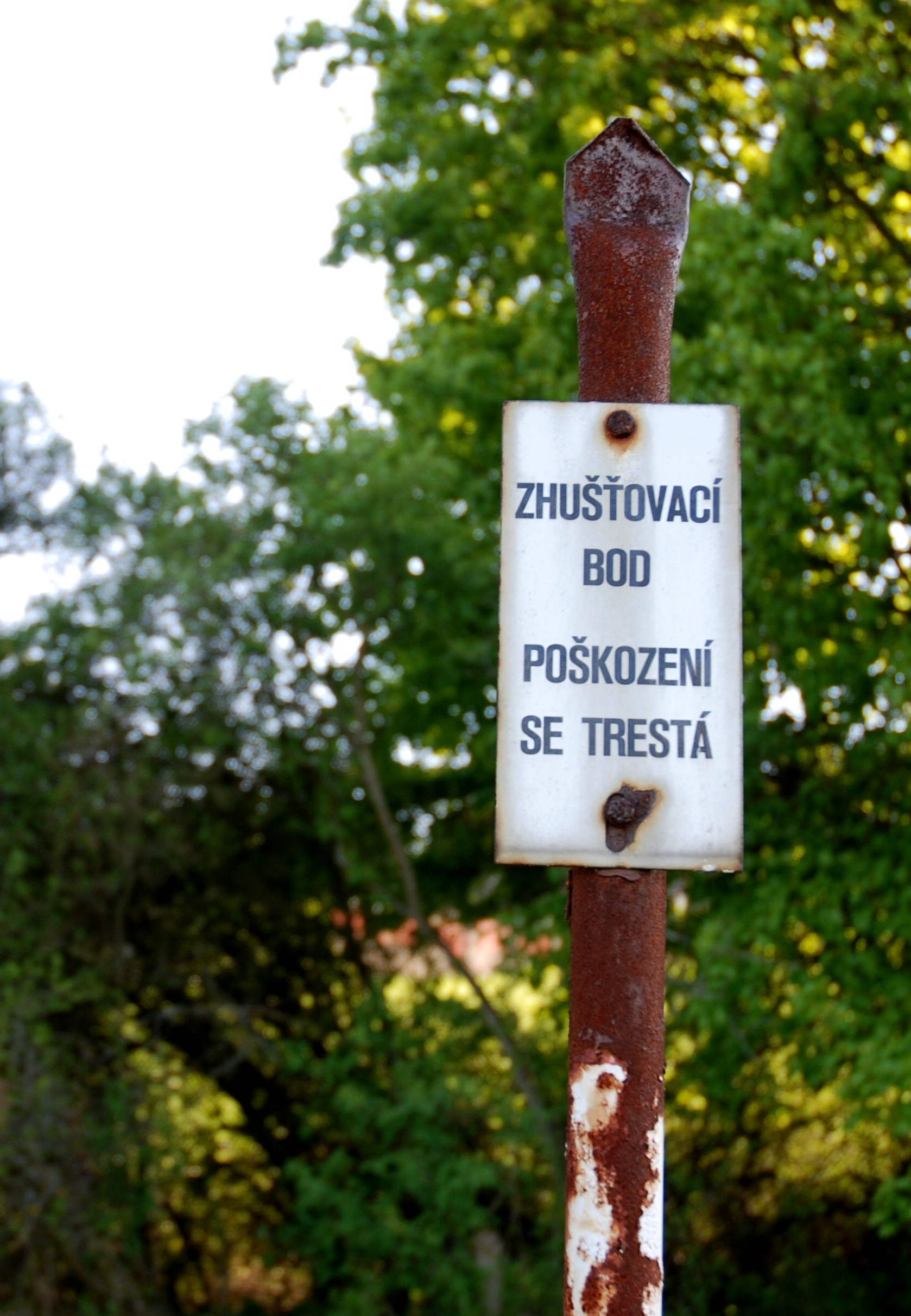
Zhušťovací bod v Chrustenicích

Geodetický bod je trvale stabilizovaný (popř. i trvale signalizovaný) bod, pro nějž jsou určeny ve stanovených geodetických referenčních systémech souřadnice, nadmořská výška, tíhový údaj (nebo jen některý z těchto údajů) se stanovenou přesností a s příslušnou dokumentací.

## Geodetické bodové pole v Česku
Soubor geodetických bodů tvoří geodetické bodové pole. Jeden geodetický bod může být součástí více geodetických bodových polí. Ta se v České republice dělí podle účelu na:
- Polohové bodové pole (PBP) – Česká státní trigonometrická síť, zhušťovací body aj.
- Výškové bodové pole (VBP) – základní nivelační body, Česká státní nivelační síť aj.
- Tíhové bodové pole (TBP)

Podle přesnosti zaměření jednotlivých bodů se geodetická bodová pole dále dělí na:
- Základní – ZPBP, ZVBP, ZTBP
- Podrobná – PPBP, PVBP, PTBP

Například podrobné polohové bodové pole (PPBP) je tvořeno tzv. body podrobného polohového bodového pole.
Veřejně přístupnou databázi geodetických bodových polí v Česku spravuje Český úřad zeměměřický a katastrální. Za poničení bodu hrozí až 2 roky vězení. Budování, obnova a údržba bodových polí patří podle zákona mezi zeměměřické činnosti ve veřejném zájmu.